# Brasselsberg (Kassel)
Brasselsberg, Kassel-Brasselsberg – okręg administracyjny Kassel, w Niemczech, w kraju związkowym Hesja. W grudniu 2015 roku okręg liczył 4152 mieszkańców.